# Nauroth
Nauroth település Németországban, Rajna-vidék-Pfalz tartományban. Lakosainak száma 1253 fő (2023. december 31.).

## Népesség
A település népességének változása:
| Lakosok száma | 911  | 1107 | 1123 | 1109 | 1174 | 1224 | 1253 |
|               | 1975 | 2014 | 2017 | 2019 | 2021 | 2022 | 2023 |